# Maatschappij voor het Intercommunaal Vervoer te Brussel

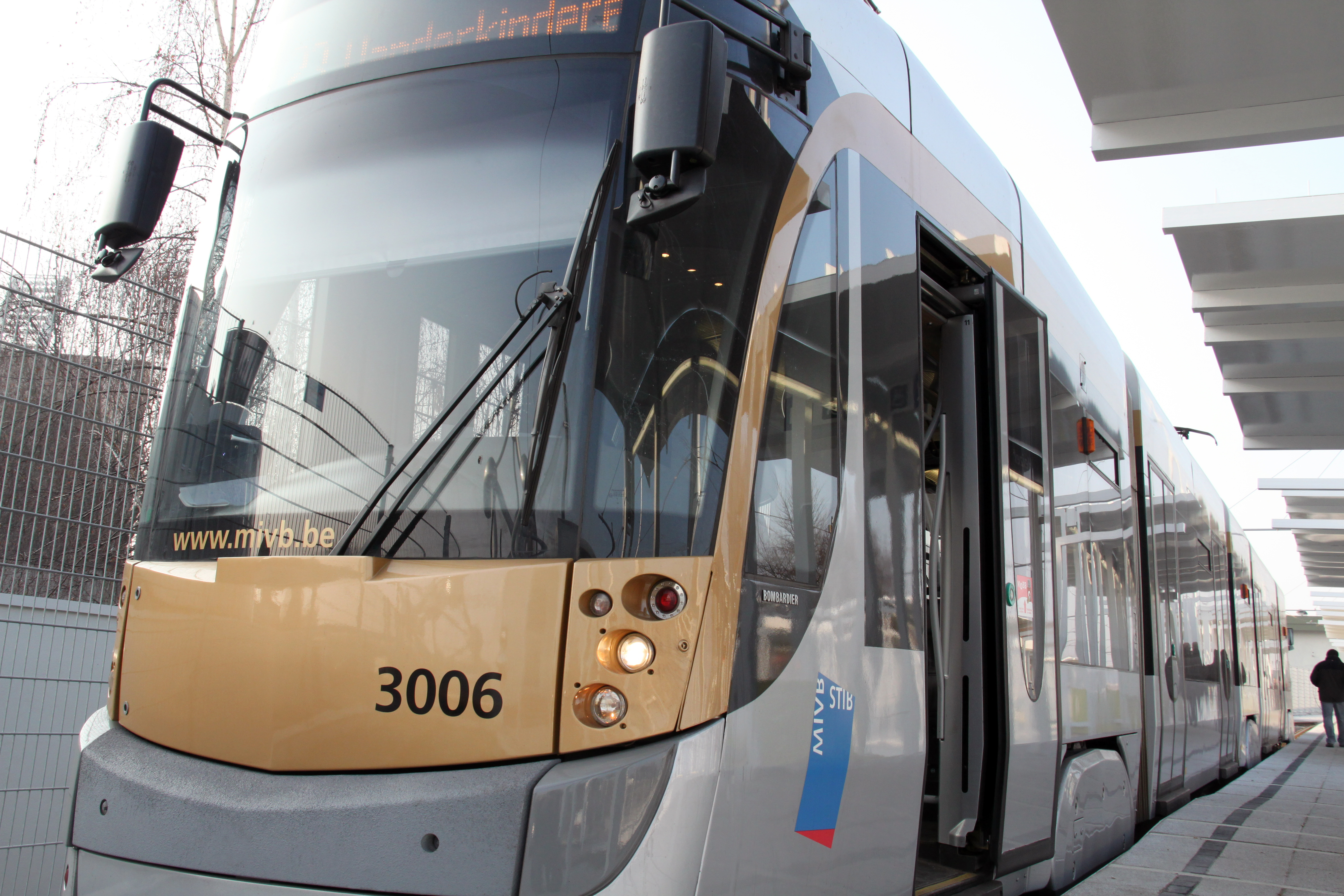
De Cityrunner is het per 2005 in bedrijf genomen trammaterieel van de MIVB.

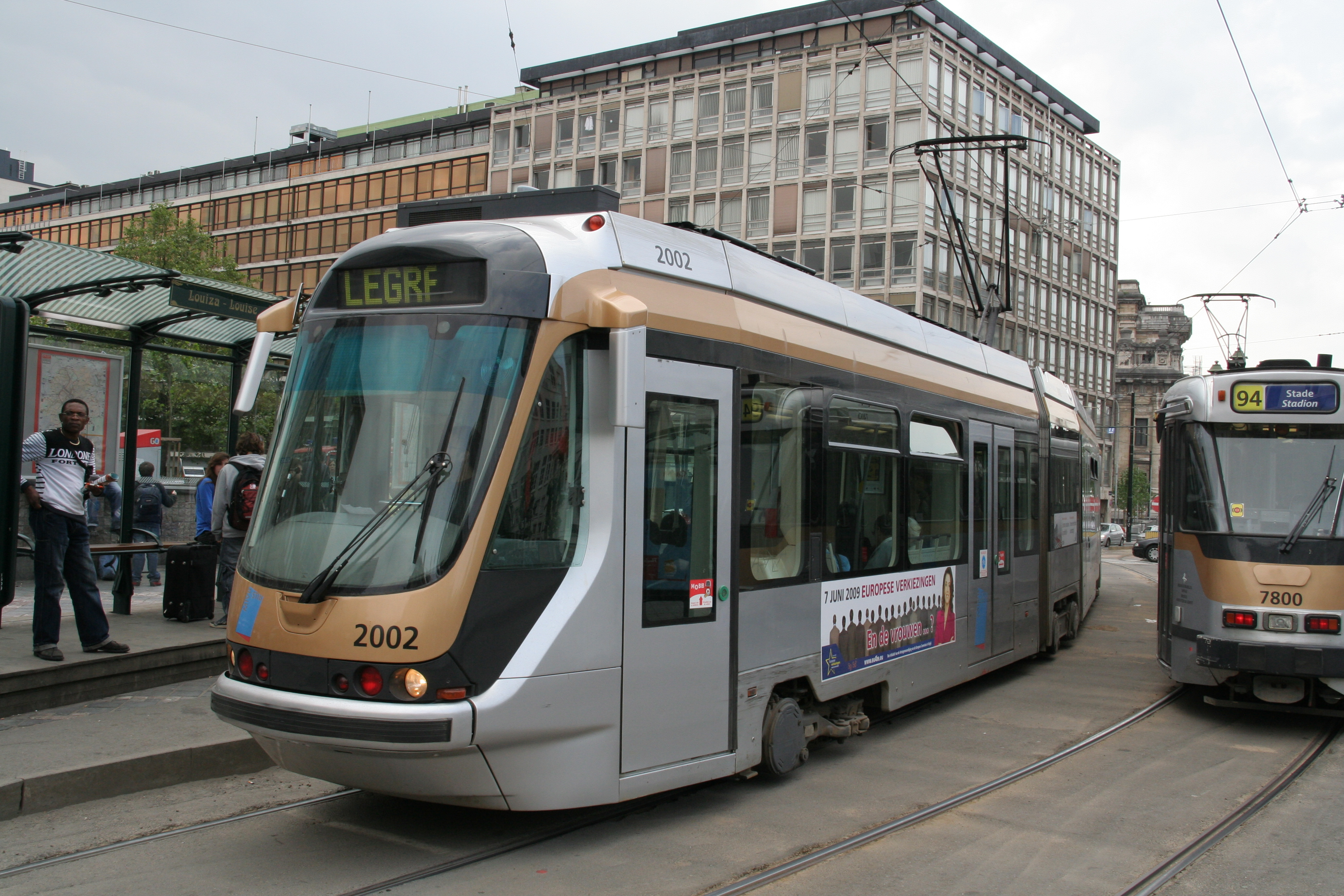
Lagevloertram van Brusselse tram.

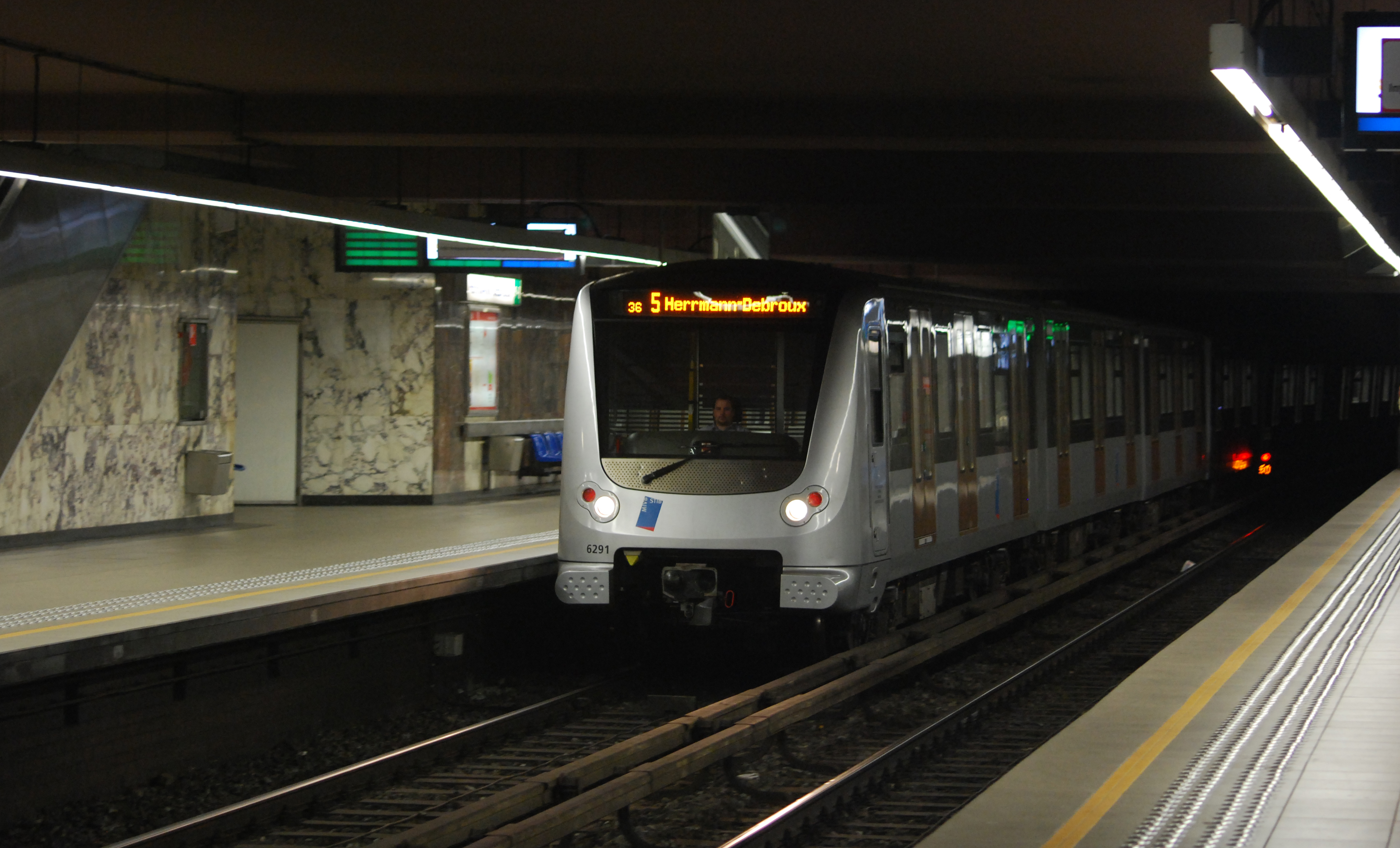
Een metrostel van de Brusselse metro te Herrmann-Debroux.

De Maatschappij voor Intercommunaal Vervoer te Brussel (MIVB; Frans: Société des Transports Intercommunaux de Bruxelles, STIB) is een vervoerbedrijf dat stads- en streekvervoer exploiteert in de 19 gemeenten van het Brussels Hoofdstedelijk Gewest en in de elf randgemeenten in Vlaams-Brabant, in opdracht van het Brussels Hoofdstedelijk Gewest.

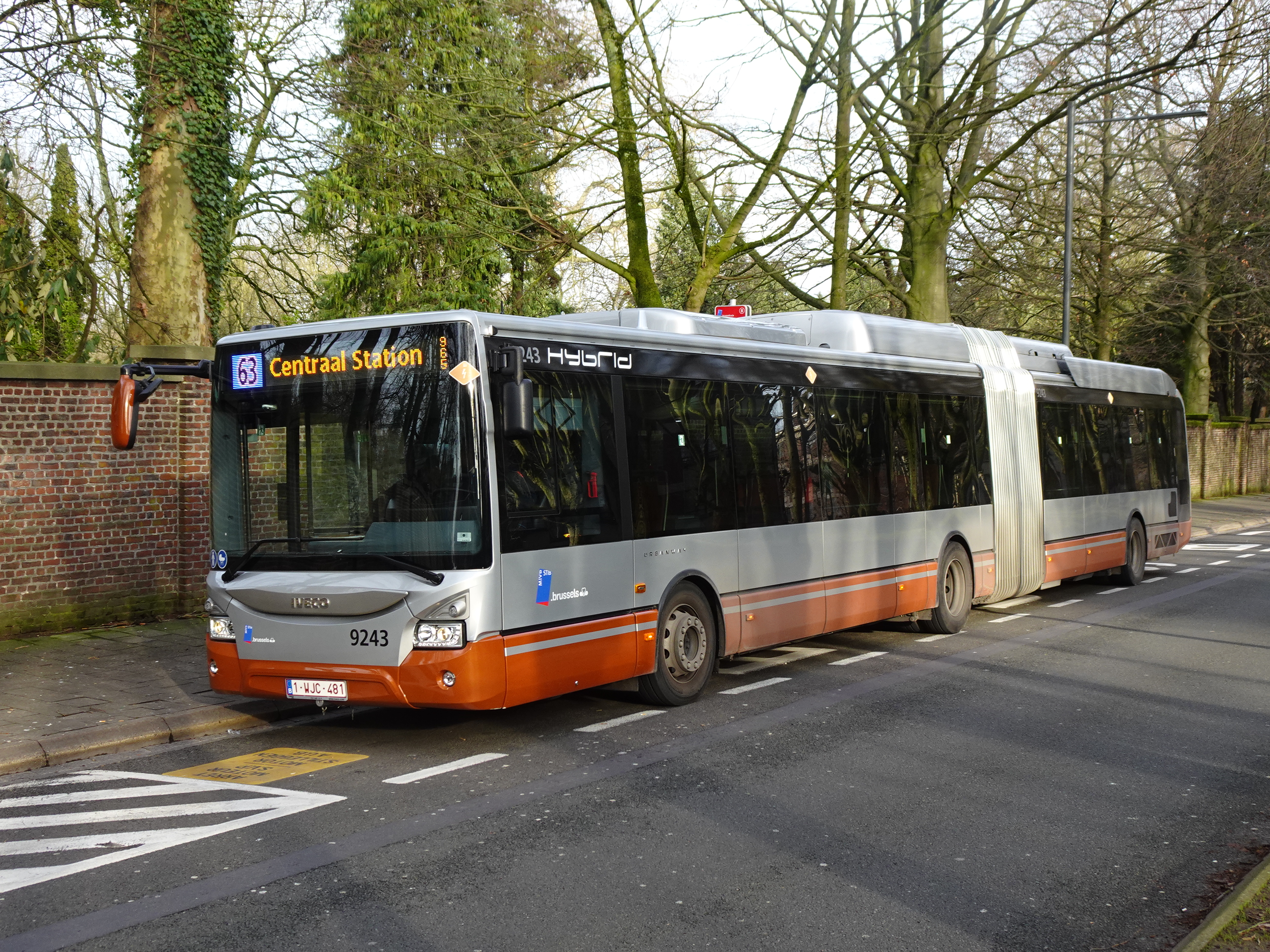
MIVB Iveco Urbanway 18 Hybrid, aan het eindpunt.

## Geschiedenis
De MIVB is in 1954 opgericht en vervoert reizigers per bus, tram en sinds 1976 ook met de metro. Tot 1964 werd ook de trolleybuslijn 54 geëxploiteerd. Ze baat ook de liften uit aan het Poelaertplein (aan het Justitiepaleis). Haar werkterrein omvat een oppervlakte van 241,5 km². Ze verzorgt de verplaatsingen van een bevolking van meer dan 1.100.000 inwoners en duizenden pendelaars. Het MIVB-net telt 4 metrolijnen, 17 tramlijnen, 52 buslijnen en 11 nachtbuslijnen.
Sinds april 2007 beschikt de MIVB ook over een nachtbussennetwerk (Noctis) in het weekend. Op vrijdag en zaterdag rijden 11 buslijnen van 00.20 uur tot ruim 3 uur 's ochtends. Ze vertrekken vanuit hartje Brussel en verbinden de uiteinden van het Brussels Hoofdstedelijk Gewest. Het Noctisnet bestond oorspronkelijk uit 17 buslijnen, maar dat aantal werd, als gevolg van besparingen die de Brusselse regering vroeg, op 9 april 2010 teruggebracht tot 11 lijnen.
In 2014 namen 364,6 miljoen reizigers het stedelijk openbaar vervoer om zich in de hoofdstad van België en Europa te verplaatsen. De metro alleen neemt zowat 37% van de MIVB-reizigers voor rekening. Het tramnet vervoert 36% klanten, tegen 27% voor het busnet. De MIVB bedient meer dan 2.200 haltes verspreid over het Brussels Hoofdstedelijk Gewest en de rand. De afgelopen 10 jaar steeg het reizigersaantal van de MIVB met bijna 80%. Dat is een spectaculaire toename die nagenoeg uniek is in Europa. De dekkingsgraad (de mate waarin de onderneming haar eigen bedrijfskosten financiert) nam de afgelopen jaren ook sterk toe en ligt nu boven de 50%. Eind jaren 90 was dit slechts 34,8%. Bij het bedrijf werken ruim 7.600 mensen.

## Structuur en beheer
Van 1954 tot 1990 was de MIVB een Intercommunale. Bij ordonnantie van 22 november 1990 werd de MIVB een publiekrechtelijke entiteit, belast met de uitbating van het openbaar vervoer in het Brussels Hoofdstedelijk Gewest.
De dagelijkse werking van de MIVB is verdeeld over vijf afdelingen:
- Operations: exploitatie en advies over het netwerk.
- Transport Systems: alle technische en IT-functies.
- Sales, Marketing & Network: vervoersaanbod, dienstverlening.
- Finance & Services: budget, logistieke steun en juridische expertise.
- Human Resources: personeelszaken.

De leiding van de MIVB is in handen van het beheerscomité, waarin ook personeelsafgevaardigden zetelen, met adviserende stem. Daarboven staat de raad van bestuur, die de begroting vaststelt, het (vijfjaarlijks) beheerscontract met de gewestregering afsluit, en de collectieve overeenkomsten bekrachtigt. De raad bestaat uit 19 leden, benoemd door de Brusselse hoofdstedelijke regering.

## Voertuigen

### Bussen
In april 2009 bestelde de MIVB bij de Belgische busbouwer Van Hool 189 bussen van het type newA330. Dit was de grootste order uit de geschiedenis van de MIVB. Hij kwam boven op de bestelling van 127 bussen van hetzelfde type in juni 2005. De laatste van deze totale bestelling werd in 2011 geleverd. Naast deze 316 Van Hool newA330 bussen rijden in het Brussels Hoofdstedelijk Gewest nog 210 andere gewone bussen rond, 93 Mercedes-Benz Citaro C2 bussen en 30 Van Hool A308s en een aantal oudere bussen.
De MIVB heeft ook 162 recente gelede bussen, allemaal Mercedes-Benz Citaro bussen, 79 van het type G C2 en 83 van het iets oudere type G II. Tot slot heeft de MIVB 12 Mercedes-Benz Sprinter bussen voor inzet als taxibussen.
Het kleurgebruik op de buitenzijde van de bussen combineert metaalgrijs en koperrood. Ze worden aangedreven door een dieselmotor, die beantwoordt aan de EEV-standaard, milieuvriendelijker dan de Euro 5-emissienorm die in Europa sinds 1 oktober 2009 van kracht is. Ze beschikken bovendien over een minder luidruchtige uitlaat op het dak en over schijfremmen die geknars voorkomen en toelaten het geluidsvolume met 1 of 2 decibels te verlagen.
In oktober 2015 stelde de MIVB haar nieuwe busplan voor. Twee derde van alle buslijnen zal in de periode 2017-2019 worden aangepast en er komen vier nieuwe buslijnen en tal van nieuwe verbindingen.

### Trams
In Brussel rijden ruim 300 trams.
De recente en grootste groep trams betreft Flexity Outlook C ("Cityrunner") modellen van Bombardier Transportation. Tussen 2005 en 2015 werden hiervan in totaal 220 stuks geleverd, 150 5-delige trams type T3000 en 70 7-delige trams type T4000. Type T4000 heeft een lengte van 43 meter, en wordt enkel ingezet op de premetrolijnen 3 (Esplanade-Churchill), 4 (Noordstation-Stalle P) en 7 (Heizel - Vanderkindere) waar alle perrons aan deze lengte zijn aangepast. De T3000 modellen worden ingezet op lijnen 8, 9, 18, 19, 25, 51, 55, 62, 82, 92 en 93, en bij uitzondering ook op lijnen 3, 4, 7, 81 en 97.
Daarnaast rijden nog de 51 tramstellen Tram 2000 die geleverd werden tussen 1993 en 1995. Deze stellen worden ingezet op de lijnen 8, 62, en 93, en occasioneel ook op lijn 92.
Er blijven nog enkele tientallen trams van de 7900-reeks uit 1978-1979 in roulatie, ingezet op de lijnen 18, 51 en 81.
De oudste trams dateren uit de periode 1971-1973 en zijn van de 7700-reeks, deze worden ingezet op de lijnen 39 en 44.

### Metro
De MIVB nam eind 2011 de laatste van haar 21 nieuwe metrostellen in dienst. De zogenaamde boa’s, werden ontworpen door de Spaanse fabrikant CAF. Deze 94 meter lange voertuigen kwamen er als antwoord op de voortdurende groei van het reizigersaantal. De MIVB heeft een aankoopoptie op nog 7 bijkomende stellen.
De huidige vloot bestaat uit 21 boa-stellen met 6 rijtuigen per metrostel (126 wagons), 37 U5 stellen met 5 rijtuigen (185 wagons) en 8 U4 stellen met 4 rijtuigen (32 wagons). Door dit materieel, toegenomen frequenties op bepaalde gedeelten van het net en de lusvorming van de Kleine Ring door de metro kon het aanbod van de beschikbare plaatsen op het volledige metronet met 40 % stijgen.

## Tarieven
Bij de MIVB wordt momenteel gewerkt met twee soorten vervoerbewijzen: enerzijds MOBIB (zie verder) en anderzijds de klassieke magneetstripkaarten, die enkel nog voor enkele reizen worden gebruikt. Met een rit kan in een uur onbeperkt worden overgestapt op de lijnen van de MIVB en alleen met MOBIB kaarten ook van De Lijn, TEC en NMBS, dan wel enkel binnen Brussel. De 65-plusserreiziger kan een 65+ abonnement aanschaffen voor 60 € per jaar voor de MIVB lijnen. De Lijn en de TEC hebben hun eigen jaarabonnementen voor de 65-plusserreiziger.
Alle tickets zijn over het hele MIVB-netwerk geldig, behalve op het traject NAVO-Brussels Airport, waarvoor speciale tarieven gelden. Iedere rit is één uur na afstempelen nog geldig voor overstap.
Het MIVB-abonnement is enkel geldig op metro's, trams en bussen van de MIVB zelf. Voor reizigers die ook met de bussen van De Lijn of TEC, of de treinen van de NMBS willen reizen, is er voor een geringe meerprijs het MTB-abonnement.

#### Verschillende tarieven[1](maart 2016)
De papieren tarieven worden uitgefaseerd en zijn nog enkel te gebruiken bij de MIVB. Alle vervoersbewijzen bij de airport line werken met het MOBIB systeem. Voor de een rit kaart wordt een wegwerp MOBIB gebruikt. De MOBIB vervoersbewijzen zijn ook geldig op de andere vervoersbedrijven binnen de Brusselse zone.
(*) Groepsreis voor kinderen/scholieren met begeleiders

## MOBIB
Sedert 2007 is de MIVB gestart met de invoer van het nieuwe ontwaardingssysteem MOBIB. Door middel van een elektronische chipkaart maakt dit systeem het voor de klant eenvoudiger om zijn vervoerbewijs te ontwaarden. Op termijn zullen alle klassieke oranje ontwaardingstoestellen van het merk Prodata verdwijnen.
De overstap naar de MOBIB-chipkaart verloopt geleidelijk aan. Tijdens de testfase van het MOBIB-systeem kregen alle MIVB-werknemers een chipkaart. Nadien maakten heel wat abonnees de overstap van de 'papieren' kaart naar de MOBIB-chipkaart. Het ging om de vijfenzestigplussers en de jaarabonnees. Sinds februari 2010 zijn ook de maandabonnees en de bezitters van een gecombineerd abonnement MIVB-NMBS aan de beurt. Op deze kaart kunnen ook ritten op worden geladen, met goedkopere tarieven dan voor een papieren ticket (Zie Tarieven hierboven).
Vanaf 1 juni 2015 worden de 5- en 10-rittenkaarten niet meer verkocht en zijn die alleen op een Mobib-kaart op te laden; de oude kaarten zijn nog wel bruikbaar.
Op 30 juni 2016 werden alle ontwaardingsapparaten voor papieren vervoersbewijzen uitgeschakeld en kan uitsluitend nog met de MOBIB kaart gereisd worden.

## Bestuur
| Periode      | Voorzitter         |
| ------------ | ------------------ |
| ? - 1990     | August De Winter   |
| 1990 - 1995  | Robert Delathouwer |
| 1995 - 2004  | Werner Daem        |
| 2004 - 2009  | Eric Verrept       |
| 2009 - 2013  | Adelheid Byttebier |
| 2013 - 2014  | Alain Beeckmans    |
| 2014 - 2019  | Thomas Ryckalts    |
| 2020 - heden | Merlijn Erbuer     |

| Periode      | Directeur-generaal     |
| ------------ | ---------------------- |
| ? - 1999     | Jacques Devroye        |
| 1999 - 2000  | René Schoofs (interim) |
| 2000 - 2011  | Alain Flausch          |
| 2011 - 2012  | Kris Lauwers (interim) |
| 2012 - heden | Brieuc de Meeûs        |